# Ekshibicionizem
Ekshibicionizem ali adamizem (lat. exhibitionismus) je parafilija, pri kateri posameznik v javnosti razgalja in razkazuje svoje intimne predele – denimo dojke, spolovila ali zadnjico. Motiva ekshibicionistov, ljudi, ki se javno razkazujejo (pred skupino prijateljev, znancev ali v širšem javnem prostoru pred neznanci), sta najpogosteje zabava (ob pogledu na šokirane opazovalce) in seksualna zadovoljitev spolne vzburjenosti. Ker razkazovanje pred spolnim partnerjem vključuje osebo, ki se s prakso strinja, tovrstna aktivnost ni klasificirana kot ekshibicionizem.

## Zgodovina
Javno razgaljanje žensk sega že v klasične čase. Antični grški zgodovinar Herodot tako opisuje ekshibicionistično vedenje iz petega stoletja pred našim štetjem:
Kadar ljudje potujejo v Bubastis na obisk festivala, naredijo tole. Vsaka baris [ladja], ki jih pelje tja, nosi na sebi veliko množico moških in žensk. Nekatere ženske imajo kembelj, medtem ko imajo nekateri moški piščali, s katerimi igrajo med potovanjem. Preostali moški in ženske pojejo in ob tem ploskajo. Ko sčasoma dosežejo neko skupnost  — ne njihovo ciljno mesto, ampak neko drugo destinacijo — usmerijo svoje bareis k bregu. Nekatere ženske nadaljujejo z opisanimi aktivnostmi, medtem ko druge kličejo zaničljive opazke ženskam iz mesta, plešejo ali se vstajajo in privzdigajo svoja oblačila ter razkazujejo svoje intimne predele. Vsaka obrečna skupnost je deležna tovrstnega vedenja popotnikov.
Primer ekshibicionizma, ki ga je mogoče dojemati tudi iz klinične perspektive, je Komisija za bogokletstvo zabeležila leta 1550 v Benetkah.
Razvoj novih tehnologij, kot so denimo pametni telefoni in tablični računalniki, je nekaterim ekshibicionistom ponudil nove metode razkazovanja, denimo z nagimi sebki (selfiji).

## Psihološki vidik
Izraz eksihibicionist je prvi leta 1877 uporabil francoski zdravnik in psihiater Charles Lasègue. Razkazovanje spolovil pa opisujejo tudi zgodnejši medicinsko-forenzični zapisi.
Kadar ekshibicionist svoj seksualni interes usmeri na osebo, ki se s tem ne strinja, ali vpliva na posameznikovo kvaliteto življenja, se lahko v skladu s peto izdajo Diagnostičnega in statističnega priročnika duševnih motenj (DSM-5) stanje diagnosticira kot ekshibicionistično motnjo. V DSM je navedeno, da je pojavnost ekshibicionistične motnje med moškimi približno 2 do 4%, medtem ko je manj razširjena med predstavnicami ženskega spola. V švedski raziskavi je 2,1% ženskih in 4,1% moških priznalo, da se spolno vzburijo ob razkazovanju genitalij pred neznanci.
Raziskovalna ekipa je vzorcu 185 ekshibicionistov postavila vprašanje: "Kakšen odziv si želite od neznanca, ki mu pokažete svoje intimne predele?" Najpogostejši odgovor je bil "Da bi si zaželel spolni odnos" (35,1%), čemur so sledili "Reakcija ni potrebna" (19,5%), "Da bi tudi sam pokazal svoje privatne predele" (15,1%), "Občudovanje" (14,1%) in "Poljuben odziv" (11,9%). Le peščica ekshibicionistov si je kot odgovor izbrala "Jezo in gnus" (3,8%) ali "Strah" (0,5%).

## Raznolikost razkazovanja
Poznanih je več različnih vedenj, ki jih uvrščamo med ekshibicionizem. Mednje spadajo denimo:
- Anasirma (anasyrma): dvigovanje krila, kadar oseba ne nosi spodnjega perila.[15]
- Kandaulizem: kadar oseba razgali svojega partnerja z namenom seksualne provokacije.[16]
- Bliskanje (flashing):[17]
  - hipno razkazovanje ženskih dojk s hitrim privzdigom majice ali modrca,
  - ali, razgaljanje ženskih ali moških genitalij na podoben način.
- Martymachlia: parafilija, ki vključuje spolno vzburjenost ob pogledu na druge, ki opazujejo izvedbo spolnega akta.[18]Študenti Univerze Stanford med aktom tako imenovanega "mooninga", ki je predstavljal protest in poskus doseganja svetovnega rekorda.
- Mooning: slačenje hlač ali spodnjega perila in razkazovanje zadnjice. Tovrstnega razgaljanja se ljudje pogosto poslužujejo s humornim ali posmehovalnim namenom.[19]
- Reflektopornografija (reflectoporn): slačenje in fotografiranje, pri čemer se pri fotografiranju kot zrcalo uporabi objekt z odsevno površino. Tako narejene slike se nato objavi na internetu na javnih forumih.[20] Primeri reflektopornografije so slike moških in žensk, ki odsevajo v čajnih kotličkih, televizijskih ekranih, toasterjih in celo nožih ter vilicah.[21] Trend naj bi začel moški, ki je na avstralski spletni dražbi prodajal svoj čajnik s pomočjo fotografije, na kateri je viden tudi odsev njegovega nagega telesa.[22] Temu so sledili mnogi drugi.[23][24][25] Sam termin reflektopornografija (angleško reflectoporn) je tvoril Chris Stevens pri Internet Magazine.[26]
- Streaking: dejanje, pri katerem oseba teče naga na javnem prostoru. Ponavadi namen tovrstnega početja ni seksualne narave. Še posebej pogosto se streakerji lotijo nečednega početja na raznih športnih prireditvah, kjer je zbranih velika množica ljudi.[27]
- Seksting: pošiljanje, prejemanje ali posredovanje sporočil, slik ali videoposnetkov s spolno vsebino.[28]
- Telefonska skatologija: nespodobno telefoniranje naključnim ali znanim kontaktom. Nekateri strokovnjaki menijo, da je tovrstna skatologija različica ekshibicionizma.[29][30]

DSM-5 ekshibicionistično motnjo deli na tri podtipe: ekshibicioniste, ki se razkazujejo odraslim, otrokom pred puberteto ali obojim.